# الإمامة (كتاب)
الإمامة أو المبسوط في الإمامة، هو كتاب من تأليف المتكلم الشيعي عبد النبي الجزائري من اعلام القرن الحادي عشر الهجري، اختلف في تحديد اسمه بين الإمامة أو المبسوط في الإمامة، وقد ذكره آغا بزرگ الطهراني في الذريعة إلى تصانيف الشيعة بالعنوانين معاً، وقد رتبه على أربع مقامات، وختمه بخاتمة، وكان قد سبق ذلك كله بخطبة جعلها مقدمة للكتاب.

## ترتيب الكتاب
| المحتوى              | الوصف                                                                                |
| -------------------- | ------------------------------------------------------------------------------------ |
| خطبة الكتاب          | جعلها مقدمة للكتاب                                                                   |
| المقام الأول: «ما»   | يبحث فيه عن جواب سؤال: ما الإمامة؟                                                   |
| المقام الثاني: «هل»  | يبحث فيه عن جواب سؤال: هل الإمامة واجبة أم لا؟                                       |
| المقام الثالث: «كيف» | يبحث فيه عن جواب سؤال: كيف يكون الإمام؟ وما هي الأوصاف العامة والخاصة التي يتصف بها؟ |
| المقام الرابع: «مَنْ»  | يبحث فيه عن جواب سؤال: من الإمام بعد النبي؟                                          |
| خاتمة                | يلخص فيه النتائج التي آلت إليها ما تضمنه الكتاب من بحوث.                             |